# Afromastax kengeana
Afromastax kengeana är en insektsart som beskrevs av Marius Descamps 1977. Afromastax kengeana ingår i släktet Afromastax och familjen Thericleidae. Inga underarter finns listade i Catalogue of Life.